# Tomohiro Katanosaka
Tomohiro Katanosaka (født 18. april 1971) er en tidligere japansk fodboldspiller og træner.
Han har spillet for flere forskellige klubber i sin karriere, herunder Sanfrecce Hiroshima og Kashiwa Reysol.
Han har tidligere trænet Oita Trinita.